# TKw2
TKw2 – parowóz zaprojektowany przez Roberta Garbe, zaprezentowany na światowej wystawie w Malmö jako typ T161. Parowóz okazał się bardzo cenioną przez koleje pruskie konstrukcją i do 1924 wyprodukowano 1242 sztuki. Po I wojnie światowej Polska otrzymała 37 sztuk T161 oznaczonych przez PKP jako TKw1. 
Po II wojnie światowej na inwentarz polskich kolei wpisano 129 lokomotyw. Zostały oznakowane jako TKw2. Parowozy wykorzystywano stacjach rozrządowych. Ostatni parowóz został skreślony z inwentarza w grudniu 1976 roku. Lokomotywa TKw2-57 przez lata była deponowana na terenie lokomotywowni w Bytomiu. W późniejszym okresie została sprowadzona do Krzeszowic w związku z planami utworzenia skansenu. W listopadzie 2007 roku została przewieziona do Krakowa. W 1971 roku została sprzedana do kopalni w Bielszowicach. W 1982 roku została odstawiona. Natomiast 1993 roku została przewieziona do skansenu w Chabówce.

## Galeria

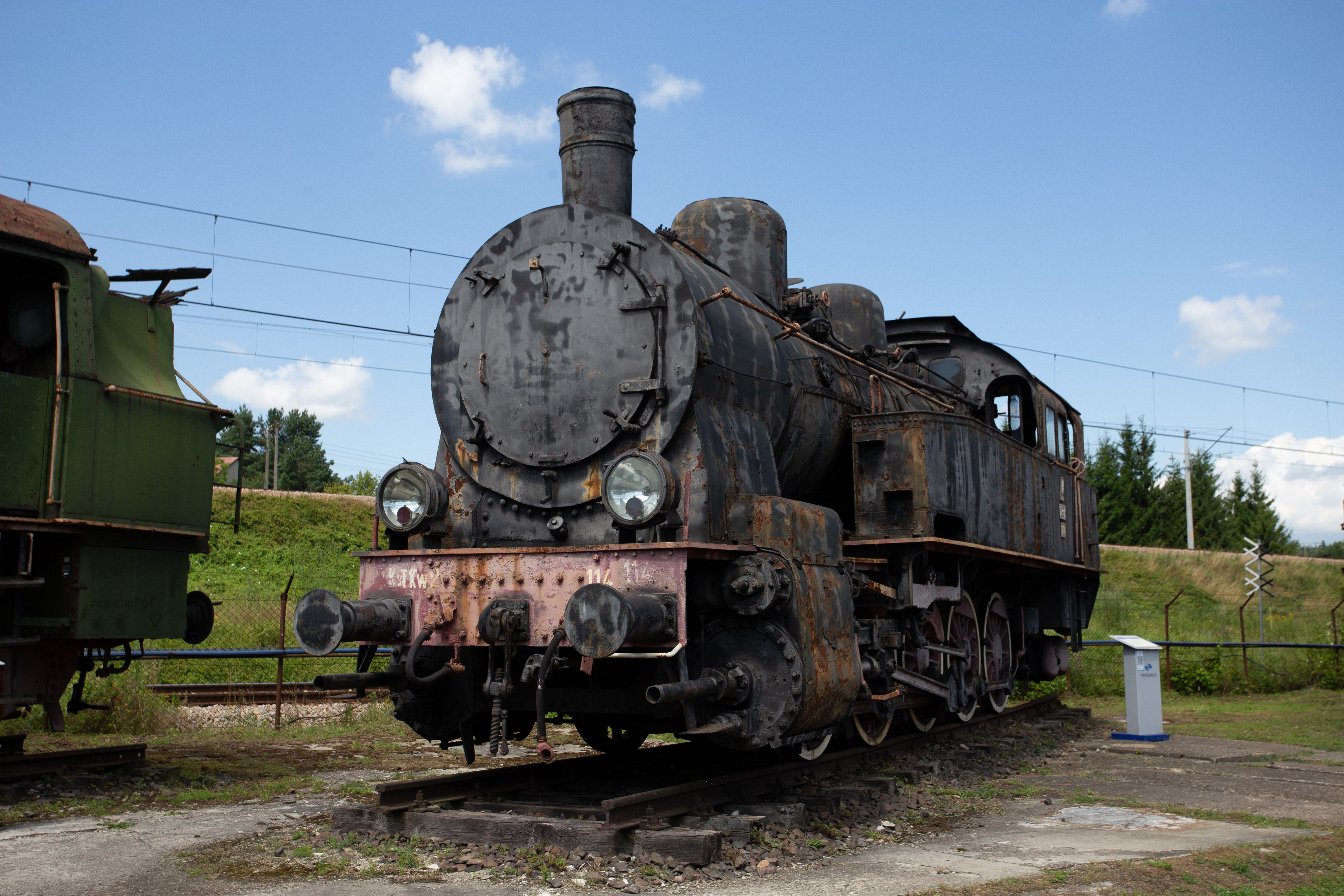
Skansen Taboru Kolejowego w Chabówce, parowóz TKw2-114 (2025)
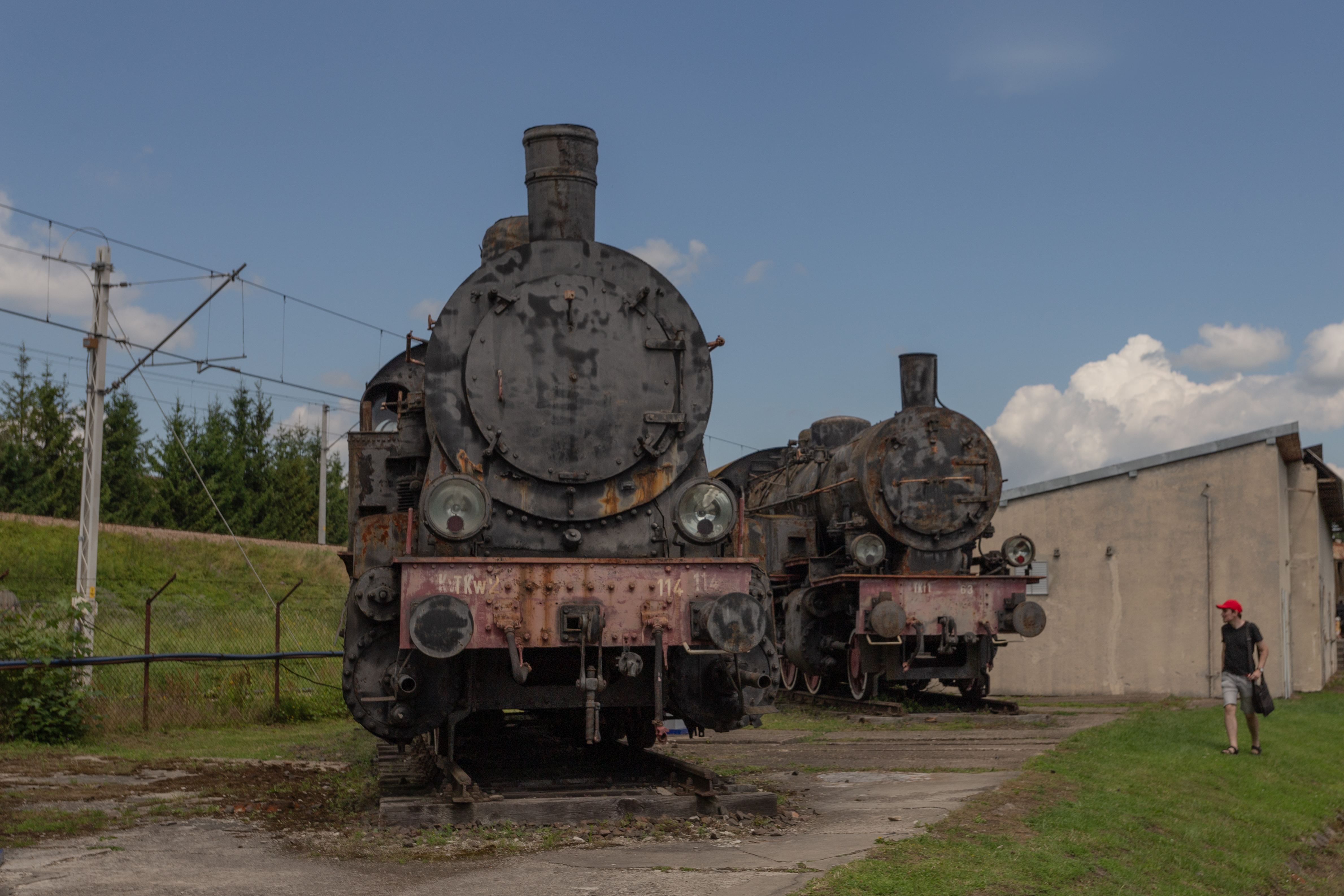
Skansen Taboru Kolejowego w Chabówce, parowóz TKw2-114 (2025)
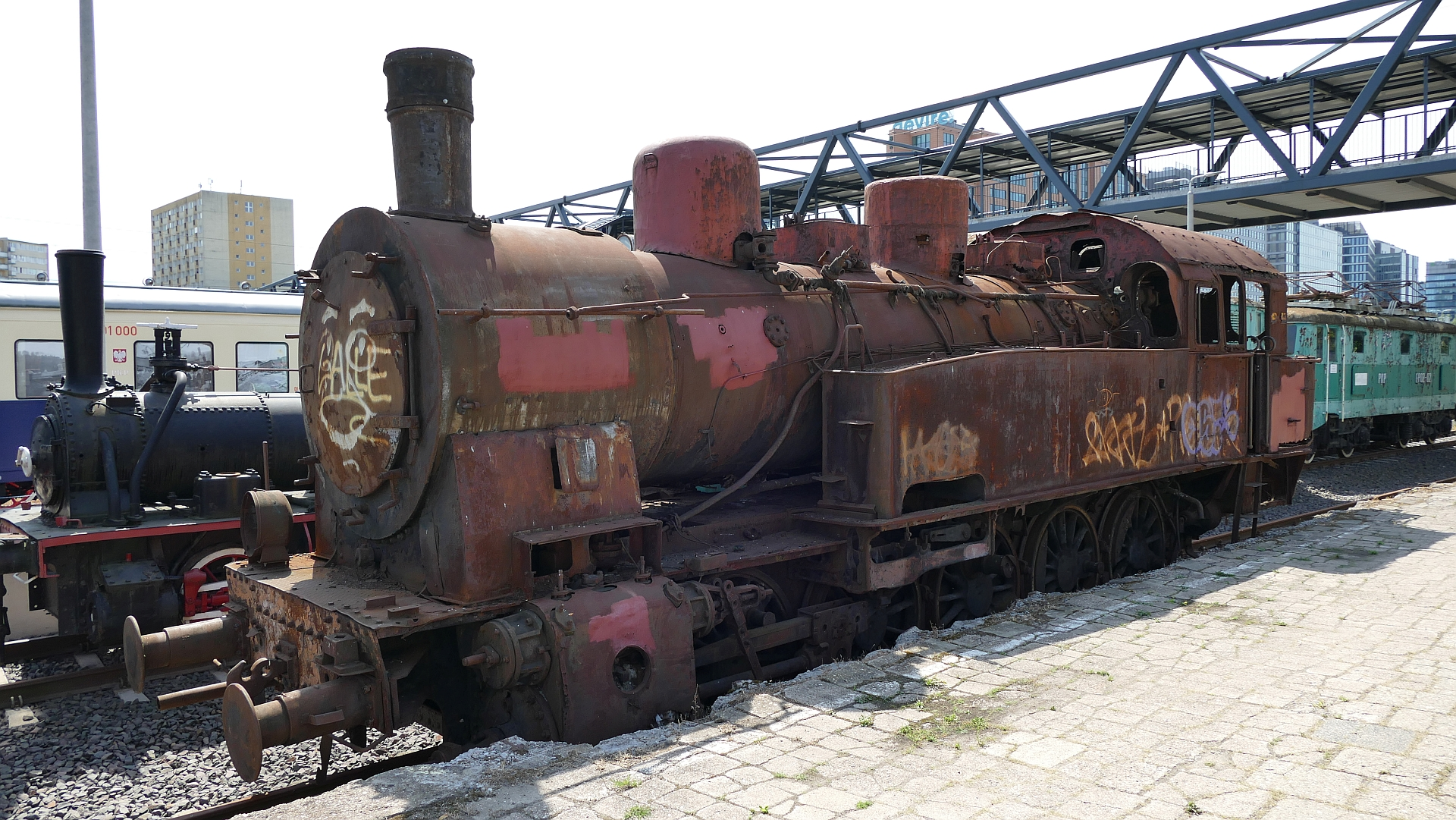
TKw2-57 Warszawa Główna (2024)
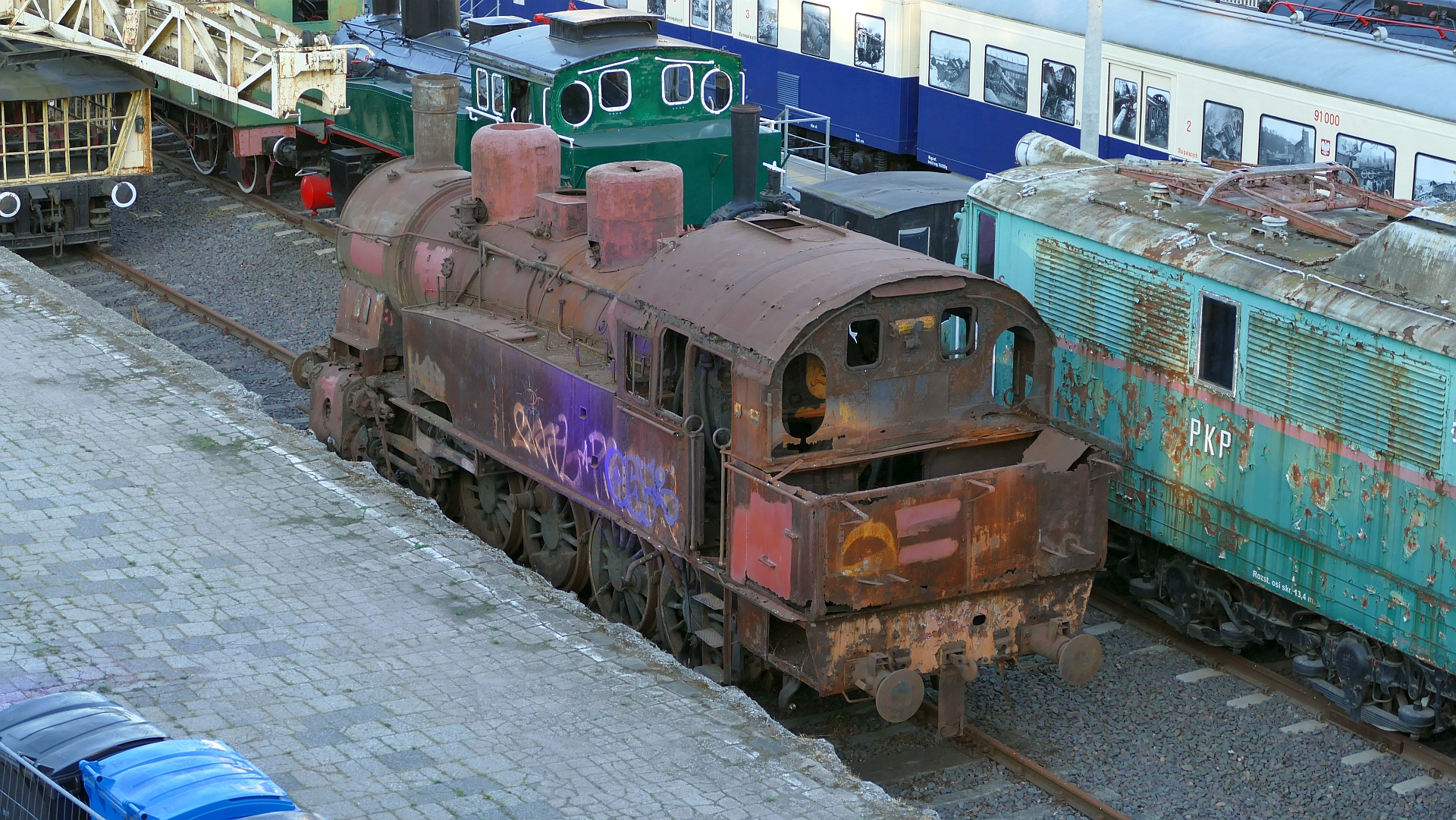
TKw2-57 Warszawa Główna (2024)